# Güelfo Nalli
Güelfo Nalli (en italiano: Guelfo Nalli), nacido el 13 de marzo de 1938 en Supino, Italia fue un intérprete de corno francés, considerado el mejor de la historia.

## Reseña biográfica
Nacido en una familia de músicos, fue uno de los más grandes cornistas del siglo XX. En el verano del año 2014, su ciudad natal de Supino le confirió su nombre a una plazoleta en el centro histórico de la ciudad.

### Estudios
Emigrado con su familia en Argentina, recibió sus primeras lecciones de su tío Armando Nalli. En 1954 fue admitido en el Conservatorio de Ciudad de La Plata, donde fue alumno de Antonio Iervolino.

### Carrera
Comenzó en la Orquesta Estable del Teatro Argentino de La Plata. En 1959 obtuvo el puesto de 1° corno en la Orquesta Filarmónica de Buenos Aires. En 1961 integró la Orquesta Estable del Teatro Colón y la Orquesta Sinfónica Nacional de la Argentina. En 1963 hizo una gira en países latinoamericanos. En 1966 dio su primero concierto en los Estados Unidos. En 1969 fundó, junto con otros músicos, la orquesta de cámara Camerata Bariloche, con la cual hizo giras en los más importantes centros culturales del mundo. En 1974 fue 1° corno solista de la Orquesta Sinfónica nacional de la RAI en Turín.
Fue docente del Conservatorio Nacional de Buenos Aires, y dio cursos de perfeccionamiento en países latinoamericanos y en Europa. 
En 1990 concibió y realizó, junto con Angelo Agostini, el Encuentro Internacional de Cornistas de Supino.

## Distinciones
En 1989 le fue conferido el premio KONEX de platino de la fundación argentina KONEX. Figura entre "Las cien mejores figuras de la musica clásica Argentina".